# Anaplectoides perviridis
Anaplectoides perviridis är en fjärilsart som beskrevs av W. Warren 1912. Anaplectoides perviridis ingår i släktet Anaplectoides och familjen nattflyn. Inga underarter finns listade i Catalogue of Life.